# 送り吊り落とし
送り吊り落とし（おくりつりおとし）とは、相撲の決まり手の一つである。

## 解説
相手の背後に回り込み、相手を後方から吊り上げ、その場に落として倒す技。2000年12月に新たに追加された十二手の一つである。
決まり手制定以降、幕内では4度記録されており、2001年1月場所9日目で旭鷲山が濱ノ嶋に、2004年5月場所12日目で白鵬が豪風に、2007年9月場所12日目で安馬が豪栄道に、2022年3月場所7日目で若隆景が大栄翔に、それぞれ決めている。なお、十両では今のところ記録されていない。
このほか、正式に決まり手になる前では、1989年11月場所5日目に千代の富士が寺尾にこの技を決めて勝った例がある。当時の決まり手は吊り落としとなった。
1939年一月場所三日目、羽黒山（後の第36代横綱）は龍王山（最高位東前頭2枚目）を背後から抱き上げて、土俵外まで運ぶと見せて途中で捻り捨てて勝利。決り手をどうするか困ったラジオ実況はしばし放送中止の形を取り、至急の調査の結果、抱き投げ（だきなげ）ということに決めた。
講道館機関誌『柔道』1948年5月号で、玉嶺生は、柔道の後腰は相撲では奇手「抱き投」と呼ばれている、と述べている。